# Smutný (přírodní památka)
Smutný je přírodní památka jihovýchodně od obce Sepekov okolo říčky Smutná nacházející se pod svahy kopce Chlum v okrese Písek. Chráněná je z důvodu meandrujícího toku říčky Smutná s břehovými porosty. Oproti jiným lokalitám zde říčka stále volně meandruje a je jen minimálně korigována lidskými zásahy. Památka je přibližně 2,5 km dlouhá a táhne se od hráze rybníka Chobot až k silnici 1153, kde končí u mostu Na Maděrovce.
Samotná památka začíná na výtoku z rybníka Chobot, který byl dříve vylámán do moldanubických biotitických pararul tvořící podloží, načež se koryto říčky často mění z rychle tekoucí do klidných mělkých oblastí. V oblasti přírodní památky se pravidelně vyskytuje vydra říční (Lutra lutra), nepravidelně pak jestřáb lesní (Accipiter gentilis) a ledňáček říční (Alcedo atthis). Z rostlin se zde vyskytuje chráněná vachta trojlistá (Menyanthes trifoliata) a prstnatec májový (Dactylorhiza majalis).
Území bylo původně chráněno jako chráněný přírodní výtvor již od roku 1985, ale zákonem číslo 114/1992 Sb. došlo ke změně statusu na přírodní památku. Okolo památky se nachází ochranné pásmo široké 50 metrů.